# Chichester
Chichester este un oraș și un district nemetropolitan în Regatul Unit, reședința  comitatului West Sussex din regiunea South East, Anglia. Districtul are o populație de 108.900 locuitori, din care 23.731 locuiesc în orașul propriu zis Chichester.

## Orașe din cadrul districtului
- Chichester
- Midhurst
- Petworth
- Selsey

## Personalități născute aici
- Tom Odell (n. 1990), muzician.